# Tot ziens
Tot ziens is een afscheidsgroet in het Nederlands. De groet is vaak formeel, en wordt in officiële situaties gebruikt (in bedrijven, winkels, op straat) en tegen onbekenden. De groet komt eigenlijk van tot wederziens, en is door de eeuwen heen verkort.